# Princeton University Press
La Princeton University Press est une maison d'édition indépendant liée de près à l'université de Princeton. Elle se donne pour mission de disséminer le savoir dans le milieu académique ainsi que dans la société en général.
La maison a été fondée en 1905 par Whitney Darrow avec le soutien financier de Charles Scribner II (en) afin de servir la communauté de l'université Princeton. Sa première publication est une nouvelle édition (1912) des Lectures on Moral Philosophy de John Witherspoon.

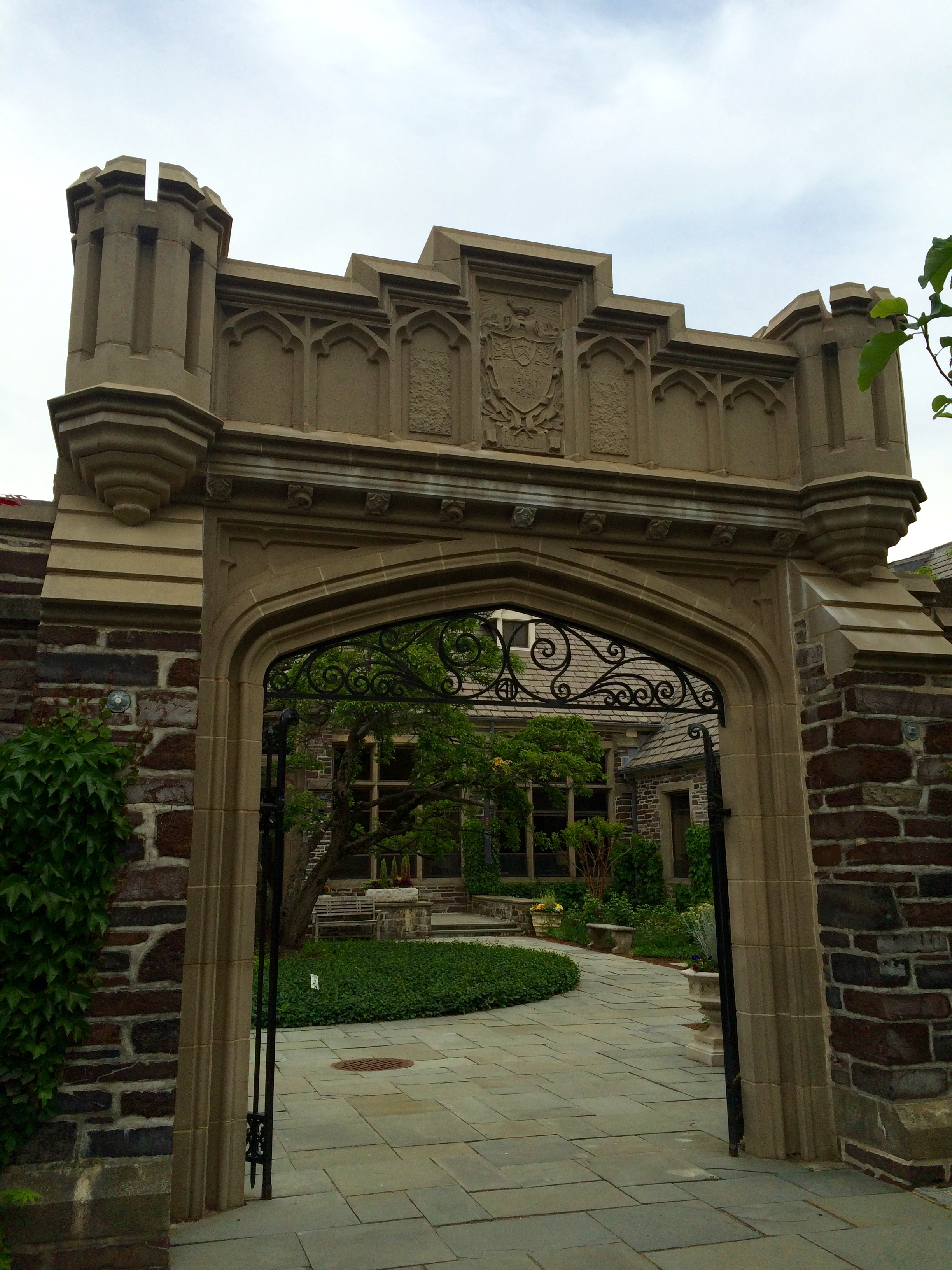
Entrée du siège de Princeton University Press.

## Prix Pulitzer
Six livres publiés par la Princeton University Press ont remporté un prix Pulitzer. 
- Russia Leaves the War par George F. Kennan (1957)[1]
- Banks and Politics in America From the Revolution to the Civil War par Bray Hammond (1958)[2]
- Between War and Peace par Herbert Feis (1961)[3]
- Washington, Village and Capital par Constance McLaughlin Green (1963)[4]
- The Greenback Era par Irwin Unger (1965)[5]
- Machiavelli in Hell par Sebastian de Grazia (1990)[6]